# Burgbernheim
Burgbernheim é uma cidade da Alemanha, localizada no distrito de Neustadt (Aisch)-Bad Windsheim, no estado de Baviera.